# Riseley (Berkshire)
Riseley – wieś w Anglii, w hrabstwie ceremonialnym Berkshire, w dystrykcie (unitary authority) Wokingham. Leży 11 km na południe od centrum miasta Reading i 61 km na zachód od centrum Londynu.